# Sun Jiaxu
Sun Jiaxu (1 juni 1999) is een Chinese freestyleskiër.

## Carrière
Sun maakte zijn wereldbekerdebuut in januari 2018 in Moskou. In januari 2019 scoorde de Chinees, dankzij een negende plaats in Lake Placid, zijn eerste wereldbekerpunten. Op de wereldkampioenschappen freestyleskiën 2019 in Park City eindigde hij als dertiende op het onderdeel aerials. samen met Xu Mengtao en Wang Xindi veroverde hij de zilveren medaille in de landenwedstrijd aerials. Op 2 maart 2019 boekte Sun in Shimao Lotus Mountain zijn eerste wereldbekerzege.

## Resultaten

### Wereldkampioenschappen
| Jaar | Plaats    | Resultaten                 |
| ---- | --------- | -------------------------- |
| 2019 | Park City | 13e Aerials · Aerials team |

### Wereldbeker
Eindklasseringen
| Seizoen   | Algm | AE     |
| --------- | ---- | ------ |
| 2018/2019 | 4e   | Zilver |
| 2019/2020 | 80e  | 18e    |

Wereldbekerzeges
| Datum        | Plaats                | Onderdeel |
| ------------ | --------------------- | --------- |
| 2 maart 2019 | Shimao Lotus Mountain | Aerials   |
| 3 maart 2019 | Shimao Lotus Mountain | Aerials   |